# Aikido klub Zadar
Aikido klub Zadar je aikido klub iz Zadra. Prvi ki aikido klub u Hrvatskoj. Klub slijedi učenje, filozofiju i aikido tehniku Kenjira Yoshigasakija.

## Povijest
U Hrvatskoj se aikido vježbao još 70-tih godina prošloga stoljeća u Zadru gdje je došao iz Slovenije. Nakon prekida od deset godina ponovno se u Zadru vježba aikido uz pomoć slovenskih instruktora Stanislava Kirbiša i Aleša Leskovšeka, te se 1987. godinje osniva Aikido klub Zadar. Početci vježbanja i organiziranog klupskog aikida u Zadru vezani su za četvero instruktora, Vesnu i Nenada Vertovšeka, te Boženu i Milorada Ljubičića. U početcima veliku podršku Aikido klub Zadar dobiva od slovenskih aikido instruktora koji su dolazili i održavali više seminara godišnje. Članovi kluba stupaju u prve kontakte i odlaze na međunarodne ki aikido seminare tadašnjeg glavnog instruktora Ki No Kenkyukai organizacije za Europu, Kenjiro Yoshigasakija.
Prve ispite za aikido instruktore 1991. godine polažu Nenad Vertovšek i Milorad Ljubičić. Ratna zbivanja u Zadru dijelom zaustavljaju normalan rad kluba. Članovi kluba su uključeni u niz aktivnosti i djelatnosti u Domovinskom ratu. U jeku najžešćih ratnih razaranja za vrijeme Domovinskog rata na oko stotinjak adresa aikido klubova u Europi i svijetu poslana su pisma u kojima se tražila potpora za priznanje Republike Hrvatske, na što su pozitivno odgovorili gotovo svi pozvani klubovi i njihovi članovi širom Europe i svijeta. Jedan od najdražih odgovora bila je i potpora izravno iz Japana od samog osnivača Shin Shin Toitsu aikida – Koichija Toheija.
Prve majstorske ispite (crni pojas 1. Dan) u klubu, Nenad Vertovšek i Milorad Ljubičić položili su 1995. godine na međunarodnom ki-aikido seminaru u Ljubljani pod vodstvom Kenjira Yoshigasakija. Zadarski aikido klub organizirao je 1996. godine prvi međunarodni ki aikido seminar u Hrvatskoj pod vodstvom Kenjira Yoshigasakija. Aikido klub danas broji tridesetak članova. U Aikido klubu Zadar od 1999. godine djeluje i aikido škola za djecu i mlade (grupe od šest do devet, te od deset do trineest godina). Aikido klub Zadar treninge organizira u sportskoj dvorani Medicinske škole Ante Kuzmanića u Zadru.
Klub je učlanjen u međunarodnu aikido organizaciju Ki No Kenkyukai Association Internationale, koju vodi Kenjiro Yoshigasaki.

### Sekcija Tai Chi Chuana
Uz vježbanje i podučavanje aikida kao nenasilne vještine, u klubu se od samih početaka u sklopu posebne sekcije vježbala i kineska (borilačka) vještina relaksacije Tai Chi Chuan za prevenciju i očuvanje zdravlja i vitalnosti. Koncem 80-tih godina prošlog stoljeća organiziraju se i dolasci i seminari poznatog instruktora Marija Topolšeka, a kasnije članovi ostaju u kontaktu s instruktorom Topolšekom, te odlaze na seminare u druge hrvatske gradove i van zemlje.

## Vanjske poveznice
- Službena stranica Aikido kluba Zadar (hr.) (pristupljeno 13. veljače 2016.)